# 约翰·斯诺登
约翰·斯诺登（英語：John Snowden，1969年1月16日—），新西兰男子射击运动员。他曾代表新西兰参加2006年、2010年、2014年和2018年英联邦运动会射击比赛，其中2010年英联邦运动会获得一枚金牌。